# Keramin Minsk
Le Keramin Minsk est un club de hockey sur glace de Minsk en Biélorussie. Il évolue dans l'Ekstraliga.

## Historique
Le club est créé en 1998 sous le nom du HC Minsk. En 2001, le club change le nom et devient le Keramin Minsk. En 2008, alors qu'il évolue en Ekstraliga, il signe une affiliation d'un an pour devenir le club-école du Dinamo Minsk pensionnaire de la Ligue continentale de hockey.

## Palmarès
- Vainqueur du Championnat de Biélorussie: 2002, 2008.
- Vainqueur de la Ligue d'Europe de l'Est: 2003, 2004.
- Vainqueur de la Coupe de Biélorussie: 2002.